# Son Pjong-hui
Son Pjŏng-hŭi, korejsky 손병희 (8. dubna 1861 – 19. května 1922) byl vůdcem korejské náboženské sekty Tonghak. Označen za politického zločince, nakonec našel útočiště v Japonsku.
Byl vůdčím elementem národního hnutí za nezávislost Koreje v roce 1919.